# Egentliga Östersjön
Egentliga Östersjön kallas den del av Östersjön som sträcker sig från Ålands hav till de danska sunden. Skärgårdshavet, Bottniska viken, Ålands hav, Finska viken och Rigabukten ingår inte. Gränsen i väster till de danska vattnen går enligt SMHI på samma ställen som broarna över stora och lilla Bält samt Öresund.